# Rhinichthys atratulus
Rhinichthys atratulus är en fiskart som först beskrevs av Johannis Hermann, 1804. Arten ingår i släktet Rhinichthys, och familjen karpfiskar. Inga underarter finns listade i Catalogue of Life.